# Vrt skromnega upravitelja
Vrt skromnega upravitelja (kitajsko: 拙政园; pinjin: Zhuōzhèng yuán; Suzhou Wu: Wu Chinese: [tsoʔ tsen ɦyø]) je kitajski vrt v Sudžovu, ki je na Unescovem seznamu svetovne dediščine in eden najbolj znanih vrtov v Sudžovu. Vrt je na ulici Northeast Street 178 (东北街178号) v okrožju Gusu. 
S površino 78 mu (亩) (5,2 ha) je največji vrt v Sudžovu in ga nekateri imajo za najlepši vrt na jugu Kitajske. Leta 1997 je bil Vrt skromnega upravitelja kot del klasičnih vrtov Sudžova uvrščen na Unescov seznam svetovne dediščine.

## Zgodovina
Na tem mestu je bil prvič zgrajen vrt v obdobju Šaošing (1131–1162) dinastije Južni Song. Kasneje je menjal lastnike in bil nenehno uničen ali spremenjen. Bil je rezidenca in vrt Lu Guimenga, učenjaka dinastije Tang. Kasneje v dinastiji Juan je postal vrt templja Dahong.
Leta 1513 je Vang Šjančen, cesarski odposlanec in pesnik dinastije Ming, ustvaril vrt na mestu dotrajanega templja Dahong, ki je bil požgan med osvajanjem dinastije Ming. Leta 1510 se je ob očetovi smrti umaknil v svoj rodni dom Sudžov. Doživel je burno uradniško življenje, zaznamovano z različnimi znižanji in napredovanji, zato se je odpovedal svojemu zadnjemu uradnemu mestu sodnika okrožja Jongdžja v provinci Džedžjang in začel delati na vrtu. Ta vrt, ki je bil namenjen izražanju njegovega prefinjenega okusa, je bil deležen velike pozornosti priznanega umetnika, domačina iz Sudžova in prijatelja Ven Džengminga. Vrt je bil poimenovan (prvi dokaz okoli leta 1517) po verzu znanega učenjaka in uradnika dinastije Džin, Pan Jueja, v njegovi prozi Brezskrbno življenje: »Uživam v brezskrbnem življenju tako, da sadim drevesa in gradim svojo hišo ... Namakam svoj vrt in gojim zelenjavo zase ... takšno življenje dobro ustreza upokojenemu uradniku, kot sem jaz.« Ta verz je simboliziral Vangovo željo, da se umakne iz politike in sprejme življenje puščavnika v slogu Tao Juanminga. V rimani proz Šjanju piše: »To je način vladanja za neuspešnega politika.« Dokončanje je trajalo 16 let, do leta 1526. Ven Džengming je napisal esej Zapiski o Wangovem vrtu skromnega upravitelja in leta 1533 naslikal Pokrajine vrta skromnega upravitelja, vključno s 31 slikami in pesmimi v spomin na vrt. Ven je leta 1551 izdelal drugi album z osmimi listi, ki prikazujejo kraje na vrtu, z drugačnimi pogledi, vendar istimi pesmimi kot leta 1533.
Vangov sin je izgubil vrt, da bi plačal igralniške dolgove in od takrat je večkrat zamenjal lastnika. Leta 1631 je bil vzhodni vrt ločen od ostalih in ga je kupil Vang Šinji, namestnik ministra pravosodnega odbora. V naslednjih štirih letih je dodal številne spremembe, delo pa je končal leta 1635. Po dokončanju se je preimenoval v Bivališče ob vrnitvi na podeželje (歸田園居). Osrednji vrt je leta 1738 kupil Džjang Či, guverner Džjangsuja. Po obsežni prenovi ga je preimenoval v Obnovljeni vrt. Leta 1860 je postal rezidenca tajpingskega princa Li Šjučenga in bil prenovljen, sedanja podoba vrta pa naj bi bila podedovana iz tega obdobja. Leta 1738 je glavni zgodovinar Je Šikuan kupil Zahodni vrt in ga preimenoval v Vrt knjig. Vrt knjig je leta 1877 kupil trgovec iz Sudžova, Džang Lüčjan, in ga preimenoval v Pomožni vrt. Leta 1949 je kitajska vlada vse tri dele vrta ponovno združila in jih nato odprla za javnost, leta 1952 pa so jih obnovili. Leta 1997 je vrt prejel status svetovne dediščine UNESCO.
Cao Šuečin, avtor romana San o rdeči sobi, naj bi v najstniških letih – okoli leta 1735 – živel v vrtu. Kitajski učenjaki verjamejo, da je velik del vrta v njegovem romanu San o rdeči sobi navdihnila pokrajina Vrta skromnega upravitelja.

## Zasnova
Vrt vsebuje številne paviljone in mostove, postavljene sredi labirinta povezanih bazenov in otokov. Sestavljen je iz treh glavnih delov, ki so okoli velikega jezera: osrednjega dela (Džuodženg Juan), vzhodnega dela (nekoč imenovanega Guitianjuanju, Bivališče po vrnitvi na podeželje) in zahodnega dela (Dodatni vrt). Hiša leži na jugu vrta. Vrt vsebuje skupno 48 različnih stavb s 101 ploščo, 40 stel, 21 dragocenih starih dreves in več kot 700 penjing/penzai v slogu Sudžov. Po besedah Lou Čingšija ima vrt v primerjavi z razporeditvijo iz obdobja Dženghe v dinastiji Ming »zdaj več stavb in otočkov« in čeprav mu manjka »vzvišen« občutek, je »še vedno mojstrovina natančnega dela«. Liu Dundžen je menil, da bi razporeditev kamenja in vode v ribnikih osrednje tretjine lahko izvirala iz zgodnjega obdobja Čing. Zahodna tretjina ohranja postavitev iz poznega 19. stoletja, vzhodna tretjina pa je bila od takrat večkrat prenovljena. Toda Clunas meni, da je celo to pretirano optimistično, in poudarja, da Liu Dundžen in drugi nagibajo k temu, da »kljub spremenljivosti zgodovine obstaja kontinuiteta na veliko pomembnejši ravni bistva«.
Šue DŽidžjan, kustos vrta in muzeja vrtov Sudžov, je pojasnil izjemno zasnovo in estetsko vrednost Vrta skromnega upravitelja, največjega vrta v Sudžovu. »Ta slog starega vrta ima številne plasti«, pravi Šue. »Obstajajo štiri posebne komponente: kamen, rastlina, arhitektura in voda«. In te so prepletene v neskončnih kombinacijah. V enem kotu Vrta skromnega upravitelja kamenje prereže zid, zaradi česar se gledalci počutijo, kot da raziskujejo goro, kljub temu da so sredi mesta. Rastline tukaj predstavljajo različne letne čase, potonike za pomlad, lotos za poletje, osmantus pozimi in cvetovi marelic pozimi.
Vzhodni vrt: Vzhodno območje, dolgo ločeno od vrtnega kompleksa, ima – nenavadno za kitajski vrt – večje, ravne trate in stilizirane gredice iz rož. Od poznejše dinastije Ming naprej je bilo vzhodno območje samostojen vrt z imenom Vrt vrnitve na polja (kitajsko: 归田园居; pinjin: Guītián Yuánjū). Tukaj, sredi ribnika, je relativno visok nasip zemlje in ogromna drevesa. Kljub svoji velikosti to območje vsebuje le dva velika in dva majhna paviljona. Vhod za obiskovalce je zdaj na jugovzhodnem koncu tega območja.
Zahodni vrt: V zahodnem delu vrta je tudi ribnik, ki se razteza od severa proti jugu. Na njegovi severni strani stoji dvonadstropni Vodni odsevni stolp (kitajsko: 倒影楼; pinjin: Dǎoyǐng Lóu), katerega izvrstno izdelana okna ponujajo pogled na vodo. Na nasprotnem bregu je Dvorana 36 rac mandarin (kitajsko: 卅六鸳鸯馆; pinjin: Sàliù yuānyāng guǎn), ki jo na zahodnem bregu ribnika podpirajo pari okroglih in kvadratnih stebrov. Ime te stavbe namiguje na vseživljenjski odnos, ki ga race mandarinke tvorijo. Na zahodnem bregu, ki je z Dvorano 36 rac mandarink povezana z mostom, je Hiša za počitek in poslušanje (kitajsko: 留听阁; pinjin: Liútīng Gé), katere arhitektura spominja na ladijski trup. Vrt južno od teh stavb je gosto zasajen, ribnik pa se tukaj zoži tako, da se zdi, kot da bi vhod v ribnik izviral iz skalnega izvira.
Južno od vrat med osrednjim in zahodnim območjem sta na skali dva paviljona (kitajsko: 宜两亭; pinjin: Yíliáng Tíng), s katerih je mogoče pogledati v osrednji del vrta. Pod tema skalama sta vijugast potok in kamen v obliki pagode. Paviljon tik ob njem ima pahljačast tloris in pahljačasta okna. Ob njem pa je še posebej eleganten kompleks hodnikov in sob, ki se vijejo proti stiliziranemu pristanišču za čolne.
Zahodni del vrta gosti zbirko približno 700 lončkov za bonsaje v slogu Sudžov na velikem, ravnem območju, ki ga od preostalega vrta loči zid.
Osrednji vrt: Ta del je sestavljen iz številnih prizorov, razporejenih okoli ribnika Vzpenjajoči se val. V ribniku trije otoki poustvarjajo pokrajino pravljičnih otokov vzhodnega morja. Tradicionalni vhodni prostor je na južni strani osrednjega območja. Od ulice ga ločuje eden največjih in najelegantnejših zidov v Sudžovu. V samem vhodnem prostoru raste stara glicinija, ki jo je slikar Ven Džengming zasadil za svojega prijatelja Vang Šjačena. Dvorišča sosednjih stavb imajo dvignjene poti, da si v podnebju SuzDžova, ki je nagnjeno k močnim padavinam, ne zmočimo nog. Tu stojijo drevesa, ki simbolizirajo štiri letne čase: magnolije za pomlad, sadno drevje, kot so hruške in breskve, za poletje, drevesa z lepimi barvami listja jeseni in iglavci za zimo. Danes je tukaj Vrtni muzej, obiskovalci pa danes zapuščajo vrt skozi ta nekdanji vhodni prostor.
Vrt je zasnovan tako, da obiskovalce ob vstopu skozi krožna vrata dvorišča Ločuat pozdravi osrednji ribnik, obdan s panoramo umetnih gora in klifov. Dvorana daljnosežnega vonja (Yuǎnxiāng Táng), ki je tik zahodno od Luninih vrat, velja za osrednjo stavbo vrta in mojstrovino njegovih steklenih paviljonov. Okna ponujajo razgled na vrt kot stenski zvitki. Ime te stavbe izhaja iz pesmi Zakaj ljubim lotosove cvetove (Àilián shuō) filozofa DŽou Dunjija, ki je v času dinastije Song izjavil, da je lotos, ki raste iz blata ribnika, dokaz, da lahko lepota in integriteta nastaneta tudi iz umazanije. Pred široko teraso, ki meji na Dvorano daljnosežnega vonja, poleti rastejo številni lotosovi cvetovi in perunike.